# Temeskutas
Temeskutas (szerbül Гудурица / Gudurica, németül Kudritz) település Szerbiában, a Vajdaságban, a Dél-bánsági körzetben, Versec községben.

## Fekvése
Versectől északkeletre, Nagyszered és Márktelke közt, a Verseci-hegység lejtőjén fekvő település.

## Története
Temeskutas (Gudurica) nevét 1362-ben Kutrez néven említették először az oklevelek, majd 1362-ben Kutrez néven írták.
1358-ból ismert első birtokosának neve is; ekkor Kuthresi Miklós birtoka volt.
1597-ben Báthory Zsigmond erdélyi fejedelem a birtokot Karánsebesi Jósika Ferencznek adományozta.
A település a török hódoltság alatt sem néptelenedett el, lakosai ekkor szerbek voltak, akik a falu nevét Gutorza alakra ferdítették.
A török hódoltság után; 1717-ben 17 lakott házat írtak itt össze, de hamarosan régi lakossága is elhagyta a falut.
A jelenlegi községet Tetz János Elzászból származó német telepes alapította, aki 1719-ben telepedett le a régi falu helyén, majd az első letelepülőket 1720-1730. közötti években többen is követték Elzászból és Lotharingiából, majd 1728-ban a kamara is ide telepített néhány német családot.
1738-ban, a török újabb betörés hírére, a lakosság elmenekült s csak 1739. őszén tért vissza újból, 1751-ben a falu már 150 házból állt.
1761-ben itt volt a kincstári altiszttartóság és erdőkerülői hivatal székhelye is. 1763-ban a kamara ismét öt német családot telepített itt le.
1779-ben  a falut Temes vármegyéhez csatolták.
1788-ban az újabb török háború idején a császári lovasság a német lakosságot kiűzte a településről, nehogy a törökök dühének essenek áldozatul, azonban a lakosság távolléte alatt markováczi, laczunási, komoristyei és varadiai románok teljesen kifosztották a falut. A hírre a császári lovasság szeptember 30-án a fosztogatókra tört, egy részüket levágta vagy fogságba, ejtette, a többiek, pedig az erdőkbe menekültek. A németek csak október 18-án tértek vissza, amikor gróf Harrach tábornok 2000 emberrel megszállta Versecet.
1821. augusztus 10-én a falu szabadalmat nyert országos és hetivásárok tartására is.
1828-ban Kudriczi Beger Bálint és Heiser Ignácz a falut megvásárolta a kincstártól.
1910-ben 2043 lakosából 83 magyar, 1924 német volt. Ebből 2013 volt római katolikus.
A trianoni békeszerződés előtt Temes vármegye Verseczi járásához tartozott.

## Népesség

### Demográfiai változások
| 1948 | 1953 | 1961 | 1971 | 1981 | 1991 | 2002 | 2011 |
| ---- | ---- | ---- | ---- | ---- | ---- | ---- | ---- |
| 1474 | 2024 | 2105 | 1560 | 1448 | 1338 | 1267 | 1094 |

## Nevezetességek
- A település fölé emelkedő 641 méter magas Kudrici tetőn 1719-ben Tetz János elzászi földművelő volt az, aki a környéken letelepedve családjával elsőként kezdett szőlőművelésbe.
- Római katolikus temploma – 1787-ben épült, Keresztelő Szent János tiszteletére szentelték fel

## Jegyzetek

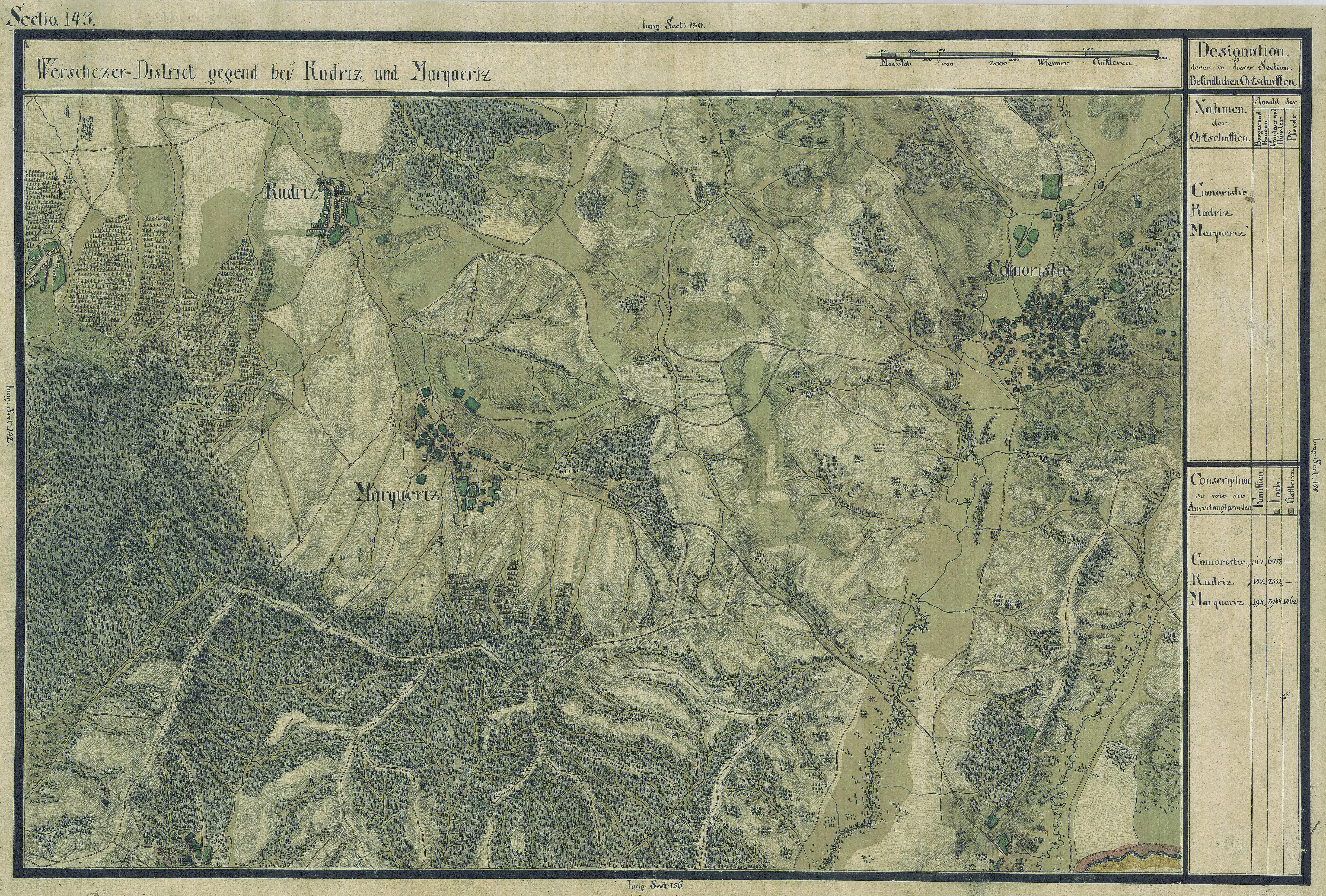
Temeskutas egy régi térképen